# Pornchai Thongburan
Pornchai Thongburan est un boxeur thaïlandais né le 1er juillet 1974.

## Carrière
Aux Jeux olympiques d'été de 2000, il combat dans la catégories des super-welters et remporte la médaille de bronze.